# Andrea Libman

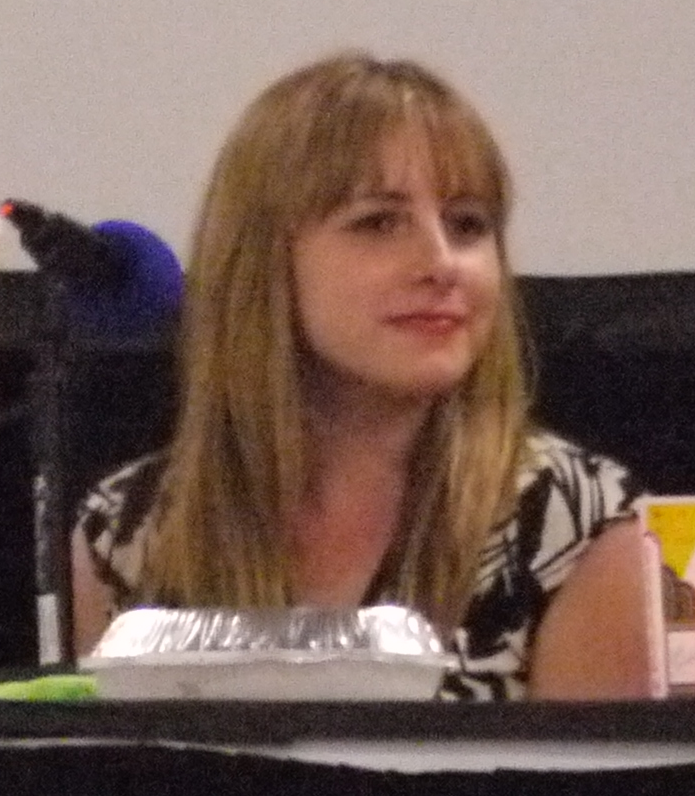
Andrea Libman an der BronyCon im Sommer 2012

Andrea Eva Libman (* 19. Juli 1984 in Toronto, Kanada) ist eine kanadische Schauspielerin, Synchronsprecherin und Sängerin.

## Karriere
In ihren bekanntesten Film- und Fernsehrollen erschien Libman in Betty und ihre Schwestern, André und in einer Gastrolle in Akte X – Die unheimlichen Fälle des FBI.  Sie war Synchronsprecherin  in Dragon Ball, Madeline (als Sprecherin der Hauptrolle Tracey Lee Smyth 1995 bis 2002 in My Fair Madeline die Rolle an Chantal Strand übergeben wurde), die dritte Staffel der X-23 in X-Men: Evolution, die junge AndrAIa in ReBoot, Emmy in der von PBS animierten Kinderserie Dragon Tales und Isabelle in Finley the Fire Engine.  Aktuell arbeitet Libman als Synchronstimme von Pinkie Pie und Fluttershy in My Little Pony – Freundschaft ist Magie; Cylindria in Pac-Man: The Adventure Begins; und Maja in Biene Maja.

## Filmografie (Auswahl)
Als Schauspielerin
- 1992: Highlander (Fernsehserie, eine Folge)
- 1993: Paradies mit kleinen Fehlern
- 1994: Betty und ihre Schwestern (Little Women)
- 1994: André
- 1994: Akte X – Die unheimlichen Fälle des FBI (The X Files, Fernsehserie, eine Folge)
- 1996: Susie Q (Fernsehfilm)
- 1996: Lyddie (Fernsehfilm)

Animiert
- 1989: Madeline (Fernsehserie) – Madeline
- 1994: Leo the Lion: King of the Jungle (direct-to-video) – Tooey the lion cub
- 1994–1995: Dinobabies (Fernsehserie, 26 Folgen) – LaBrea
- 1995–1997: ReBoot (Fernsehserie, acht Folgen) – young AndrAIa
- 1997: Salty’s Lighthouse (Fernsehserie) – Claude
- 1999–2005: Dragon Tales (Fernsehserie, 94 Folgen) – Emmy[1]
- 2000: The 6th Day (2000 Sci-Fi thriller) – SimPal Cindy
- 2003: X-Men: Evolution (Fernsehserie, eine Folge) – X-23
- 2003: Yakkity Yak (Fernsehserie)
- 2005–2009: My Little Pony (G3/G3.5 direct-to-video Specials) – Sweetie Belle,[2] Zipzee[3]
- 2006: Barbie: Mermaidia (Film Serie)
- 2007–2008: Glücksbärchis (Care Bears) (The Care Bears, Fernsehserie, 22 Folgen) – Harmoniebärchi
- 2008–2009: Monster Buster Club (Fernsehserie, 28 Folgen) – Cathy
- 2010: Barbie – Modezauber in Paris (Barbie: A Fashion Fairytale) – Glimmer
- 2010–2016: My Little Pony – Freundschaft ist Magie (My Little Pony: Friendship Is Magic, Fernsehserie, 69 Folgen) – Pinkie Pie (Sprechstimme, Singstimme in sieben Songs), Fluttershy (Sprech- und Singstimme), Pumpkin Cake, Daisy (Staffel 2, Episode 8), Rose (Staffel 1, Episode 9), zusätzliche Stimmen
- 2011–2013: Strawberry Shortcake’s Berry Bitty Adventures (Fernsehserie, 41 Folgen) – Lemon Meringue, Princess Berrykin
- 2013: Pac-Man and the Ghostly Adventures (Fernsehserie, eine Folge) – Cylindria
- 2013: My Little Pony: Equestria Girls – Pinkie Pie, Fluttershy
- 2014: My Little Pony: Equestria Girls – Rainbow Rocks – Pinkie Pie, Fluttershy
- 2015: My Little Pony: Equestria Girls – Friendship Games – Pinkie Pie, Fluttershy
- 2021: Ninjago (Fernsehserie, 2 Folgen) – Nyad
- Hier ist Ian (Being Ian, Fernsehserie)
- George of the Jungle (Fernsehserie)
- Johnny Test (Fernsehserie)
- Krypto the Superdog (Fernsehserie)
- Liberty’s Kids
- Mary-Kate and Ashley in Action! (Fernsehserie)
- Maya the Bee
- Mr. Bean (Fernsehserie)
- Pocket Dragon Adventures (Fernsehserie)
- Rainbow Fish
- Sonic Underground (Fernsehserie)
- Super Why! (Fernsehserie) – Baby Dino
- Ultimate Book of Spells (Fernsehserie)

Animerollen
- 1986: Maison Ikkoku (Fernsehserie) – Ikuko Otonashi
- 1986: Dragon Ball (Fernsehserie, drei Folgen) (1995 Englisch Dub) – Chi-Chi
- 1986: Dragon Ball – The Movie: Die Legende von Shenlong (Doragon Bōru: Shenron no densetsu) – Penny
- 1993: Mega Man: Upon a Star (Miniserie) – Roll
- Erementar Gerad (Fernsehserie) – Orega
- Gundam 00 – Mileina Vashti
- Kishin Corps: Alien Defender Geo-Armor – Cookie
- Night Warriors: Darkstalkers’ Revenge – Anita

Sonstiges
- X-Play (game show) – Kanaren King